# Милан Вујновић
Милан Вујновић (Јурјево, 1902 — Загреб, 7. јануар 1973) је био југословенска и хрватски филмски и позоришни глумац. 

## Улоге
| Год.   | Назив                   | Улога \|- style="background: Lavender; text-align:center; " | 1950.е_ | 1950.е_ | 1950.е_ | 1950.е_ |
| 1957.  | Наши се путови разилазе | Конобар                                                     |         |         |         |         |
| 1959.  | Пет минута раја         | Јохан Гајбел                                                |         |         |         |         |
| 1960.е |                         |                                                             |         |         |         |         |
| 1961.  | Велика турнеја          | Вођа балетске групе Жика Лозовић                            |         |         |         |         |
| 1966.  | Глинени голуб           | Конобар                                                     |         |         |         |         |